# Ernst Foerster (Schiffbauingenieur)
Ernst Foerster (* 8. November 1876 in Berlin; † 13. Mai 1955) war ein deutscher Schiffbauingenieur.

## Leben
Ernst Foerster wurde als Sohn des Astronomen Wilhelm Foerster und dessen Frau Ina im Jahre 1876 in Berlin geboren. Er hatte vier Geschwister, darunter zwei Schwestern und die Brüder Friedrich Wilhelm und Karl. Im Jahre 1903 ging er als Schiffsingenieur zu der Werft Blohm & Voss, wo er Oberingenieur und schließlich Konstruktionschef wurde. Nebenher promovierte Ernst Foerster 1907 an der Technischen Hochschule Berlin mit der Dissertation Die Bedeutung der flüssigen Feuerung für Konstruktion, Betrieb und Rentabilität eines transatlantischen Schnelldampfers. Er war entscheidend am Entwurf der Schiffe Cap Finistere, Cap Polonio und Vaterland beteiligt. 1912 verließ er Blohm & Voss. Bei der HAPAG wurde Foerster Leiter des Schiffbauwesens. Zudem führte er das von Hans Johow begründete renommierte Hilfsbuch für den Schiffbau weiter. Die Hamburgische Schiffbau-Versuchsanstalt wurde 1913 nach Plänen Foersters gebaut. 1922 gründete er die Gesellschaft der Freunde und Förderer der Hamburgischen Schiffbau-Versuchsanstalt zu deren Weiterbetrieb. Darüber hinaus gehörte Foerster 20 Jahre lang dem Aufsichtsrat der HSVA an.
1920 trat Foerster der Redaktion der Zeitschrift Werft – Reederei – Hafen bei. Von 1922 bis 1943 gab er die Zeitschrift heraus.
Nach dem Zweiten Weltkrieg wurde Ernst Foerster vorübergehend aufgrund zweifelhaften Verhaltens während der Zeit des Nationalsozialismus jegliche berufliche Tätigkeit untersagt. Später gab er die Zeitschrift Schiff & Hafen heraus. Über 50 Jahre gehörte Foerster dem Verein Deutscher Ingenieure und seit 1903 auch der Schiffbautechnischen Gesellschaft an – für beide Vereinigungen hielt er zahlreiche Vorträge zu schiffbautechnischen Problemen.
Ernst Foerster starb am 13. Mai 1955.

## Publikationen (Auswahl)
- Die Bedeutung der flüssigen Feuerung für Konstruktion, Betrieb und Rentabilität eines transatlantischen Schnelldampfers, Berlin 1907, OCLC 314137409 (Dissertation).
- Der Vierschrauben-Turbinendampfer „Vaterland“ der Hamburg-Amerika-Linie, erbaut von Blohm & Voß in Hamburg (nebst Kennzeichnung des Schwesterschiffes „Bismarck“), mit Georg Sütterlin, Selbstverlag des Vereins Deutscher Ingenieure, Berlin, 1918.
- Der Dreischrauben-Passagier- und Frachtdampfer „Cap Polonio“ der Hamburg-Südamerikanischen Dampfschiffahrts-Gesellschaft, erbaut von Blohm & Voß, mit Georg Sütterlin in: Werft, Reederei, Hafen, 1922, 16.
- mit Hans Johow: Hilfsbuch für den Schiffbau. Julius Springer, Berlin 1928, OCLC 11940948.